# Giambologna
Giambologna [džambolónja], rojen kot Jean Boulogne, znan tudi kot Giovanni Da Bologna in Giovanni Bologna, italijanski kipar, * 1529, Douai, Grofija Flandrija (danes Francija), † 13. avgust 1608, Firence, Italija.
Giambologna (Jean Boulogne oz. Giovanni Bologna, 1529-1608) je bil po rodu iz severovzhodne Francije. Tako kot številni umetniki se je tudi on odpravil na učno potovanje v Italijo, najprej v Rim in nato v Firence, kjer je ostal.  Naredil je nekaj lepih vodnjakov in za park vile Medici v Pratolinu izklesal 10 m visok kip poosebitve boga Apenina, ki sloni na bregu jezera. Večina del je nastala za Cosima Medičejca, med drugim konjeniški kip in kipi, ki slavijo naročnika in Firence.
Bil je virtuozen kipar, ki se je ukvarjal z zahtevnimi, zvitimi držami, pogosto na robu ravnovesja. Najbolj znamenite so skupine oseb iz mitologije npr. Ugrabitev Sabink, Heraklej in Kentaver, Nesus ugrabi Dejanejro. Zelo ga je zanimal značaj površine. Dobil je mnogo naročil za nabožne kipe, a je bil manj drzen. 

## Življenjepis
Jean de Boulogne se je rodil v Douaiju v Flandriji (danes v Franciji) leta 1529. Po mladostnih študijah v Antwerpnu pri arhitektu-kiparju Jacquesu du Broeucqu se je leta 1550 preselil v Italijo in študiral v Rimu, kjer je podrobno študiral kipe klasične antike. Na njega je močno vplival tudi Michelangelo, vendar je razvil svoj manieristični slog, pri čemer je dal morda manj poudarka na čustva in več poudarka na rafinirane površine, hladno eleganco in lepoto. Papež Pij IV. je Giambologni dal prvo večje naročilo, ogromen kip bronastega Neptuna in pomožne figure za Neptunov vodnjak (osnovo je zasnoval Tommaso Laureti, 1566) v Bologni. Giambologna je najplodnejša leta preživel v Firencah, kjer se je naselil leta 1553. Leta 1563 je bil imenovan za člana (Accademico) prestižne Accademia delle Arti del Disegno, ki jo je pravkar ustanovil vojvoda Cosimo I. Medičejski, 13. januarja 1563 je pod vplivom slikarja-arhitekta Giorgia Vasarija postal tudi eden najpomembnejših dvornih kiparjev Medičejcev. Umrl je v Firencah v starosti 79 let; Medičejci mu nikoli niso dovolili zapustiti Firenc, saj so se upravičeno bali, da ga bodo avstrijski ali španski Habsburžani premamili v stalno zaposlitev. Pokopan je bil v kapeli, ki si jo je zasnoval sam v Santissimi Annunziata.

## Delo
Giambologna je postal znan po finem občutku za delovanje in gibanje ter prefinjeni, diferencirani površini. Med njegovimi najbolj znanimi deli so Merkur (od tega je naredil štiri različice), ki je stoji na eni nogi, podprt z zefirjem. Bog dvigne eno roko in pokaže proti nebu v gesti, izposojeni iz repertoarja klasične retorike, ki je značilna za Giambolognovo maniro.
Njegovo drugo najbolj znano delo je Ugrabitev Sabink (1574–82), marmornata skulptura, ki stoji v Loggia dei Lanzi na firenškem trgu Piazza della Signoria. Ta impresivna skulptura, ki vključuje tri celotne figure, je bila izklesana iz enega kosa marmorja. Giambologna ga je izklesal brez misli na motiv, ime Ugrabitev Sabink pa je dobilo, potem ko je bilo nameščeno v ložo. Skulptura je bila izdelana za Francesca de’ Medicija, velikega vojvodo Toskane. Leta 1599 je bil v Loggia dei Lanzi postavljen še en njegov kip, Herkul, ki ubija kentavra.
Giambolognovih več upodobitev Venere je vzpostavilo kanon proporcev in postavilo modele za upodobitev boginje, ki so vplivali na dve generaciji kiparjev v Italiji in na severu. Ustvaril je alegorije, ki so močno spodbujale medijsko politično propagando, na primer firenško nadvlado nad Piso in manj odkrito Samson ubija Filistejca, za Francesca I. de' Medici (1562).
Ob Michelangelovi smrti leta 1564 je Daniele da Volterra iz njegove posmrtne maske ustvaril več kipov kiparja. Potem, ko je Volterra umrl leta 1566, je bil eden od teh doprsnih znakov dostavljen Giambologni, ki je okrog leta 1570 za kip izklesal oblečen zgornji del trupa.
Konjeniški kip Cosima I. Medičejskega, prav tako v Firencah, je dokončal njegov asistent v studiu Pietro Tacca.
Giambologna je zagotovil številne skulpture za vrtne jame in fontane v firenških vrtovih Boboli in Pratolino ter bronasta vrata stolnice v Pisi. Ustvaril je bronaste morske konjičke in nekatere druge skulpture za Neptunov vodnjak Bartolomea Ammannatija v Firencah.
Za jamo medičejske vile v Castellu je izklesal vrsto študij posameznih živali iz življenja, ki si jih je zdaj mogoče ogledati v Bargelu. Majhni bronasti odbitki številnih njegovih skulptur so bili takrat in od takrat cenjeni, saj ugled Giambologne še nikoli ni bil pozabljen.
Giambologna je imel pomemben vpliv na poznejše kiparje prek svojih učencev Adriaena de Vriesa in Pietra Francaville, ki sta leta 1601 zapustila njegov atelje v Parizu, pa tudi Pierra Pugeta, ki je širil vpliv Giambologne po severni Evropi, v Italiji pa na Pietra Tacco, ki je prevzel Giambolognino delavnico v Firencah in v Rimu na Giana Lorenza Berninija in Alessandra Algardija.
- Ugrabitev Sabink (1574–82), Loggia dei Lanzi, Firence.
- Architettura, Palazzo del Bargello, Firence. Ta skulptura ponazarja dolge ude Giambolognove vplivne idealne ženske.
- Ženska figura, (1571–73), J. Paul Getty Museum, Los Angeles
- Herkules in Nessus, 1599, Loggia dei Lanzi, Firence